# Bastone di Aronne

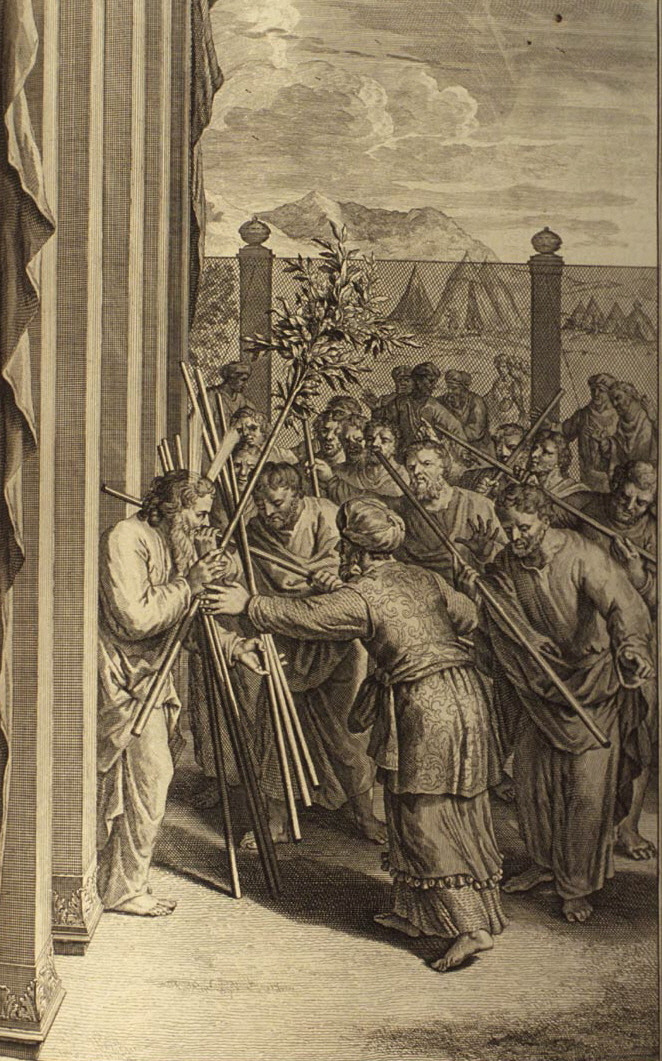
Il bastone di Aronne che germoglia

Il bastone di Aronne o verga di Aronne è un oggetto trasportato da Aronne, fratello di Mosè, nella Torah. Nella Bibbia si afferma che il bastone di Aronne, insieme al bastone di Mosè, fosse stato dotato di straordinari poteri durante le Piaghe d'Egitto, precedenti all'Esodo. Nella Bibbia sono presenti vari episodi riguardanti il potere del bastone.

## Riferimenti biblici

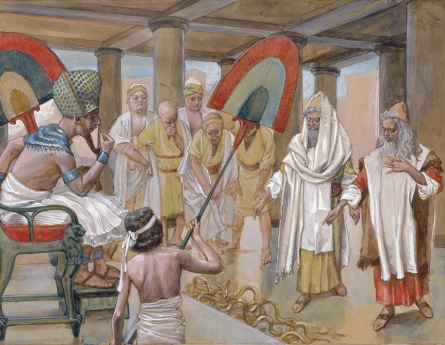
James Tissot, Il bastone-serpente di Aronne inghiottisce gli altri

Nella cultura israelita, il bastone è un simbolo naturale di autorità, utilizzato dal pastore come strumento di correzione e guida per il suo gregge (Salmo 23:4). Il bastone di Mosè è, infatti, menzionato nell'Esodo 4:2, quando Mosè lo porta mentre si occupa della sua pecora; e in seguito (Esodo 4:20) diventa il suo simbolo dell'autorità sugli Israeliti (Salmo 2:9, Salmo 89:32, Isaia 10:24 e 11:4, Ezechiele 20:37). Ambedue i bastoni di Mosè e Aronne sono dotati di straordinari poteri: durante le Piaghe d'Egitto (Esodo 7:17, 8:5, 8:16-17, 9:23 e 10:13) Dio ordina a Mosè di alzare il suo bastone sul Mar Rosso, quando deve essere separato (Esodo 14:16) e in preghiera per Israele in battaglia (Esodo 17:9); in seguito Mosè fa uscire acqua in abbondanza da una roccia usando il suo bastone (Esodo 17, Numeri 20:11).
La verga di Aronne, tuttavia, è citata due volte come dotata di poteri miracolosi da sola, anche quando non c'è nessuno che la sta afferrando fisicamente. Nel capitolo 7 dell'Esodo (Va'eira nella Torah), Dio mandò Mosè e Aronne dal Faraone ancora una volta, spiegando ad Aronne che quando il Faraone avrebbe chiesto un miracolo, egli avrebbe dovuto gettare a terra il proprio bastone, che sarebbe divenuto un serpente. Ciò fatto, gli incantatori del Faraone replicarono gettando i propri bastoni, e anche questi ultimi divennero serpenti, ma il bastone-serpente di Aronne li ingoiò tutti. "Il cuore del Faraone fu irremovibile" ed egli scelse di ignorare l'avvertimento simbolico, seguito pertanto dalle Piaghe d'Egitto. In particolare, questo capitolo comincia con Dio che parla a Mosè, dicendo: "Vedi, io ti ho posto a far le veci di Dio per il faraone: Aronne, tuo fratello, sarà il tuo profeta.". Come Dio trasmette le sue parole al suo popolo attraverso i suoi profeti, così Mosè trasmetterà il messaggio di Dio al Faraone tramite Aronne. Il compito del profeta era di parlare a nome di Dio. Egli era la "bocca di Dio" (Esodo 4:15-16).

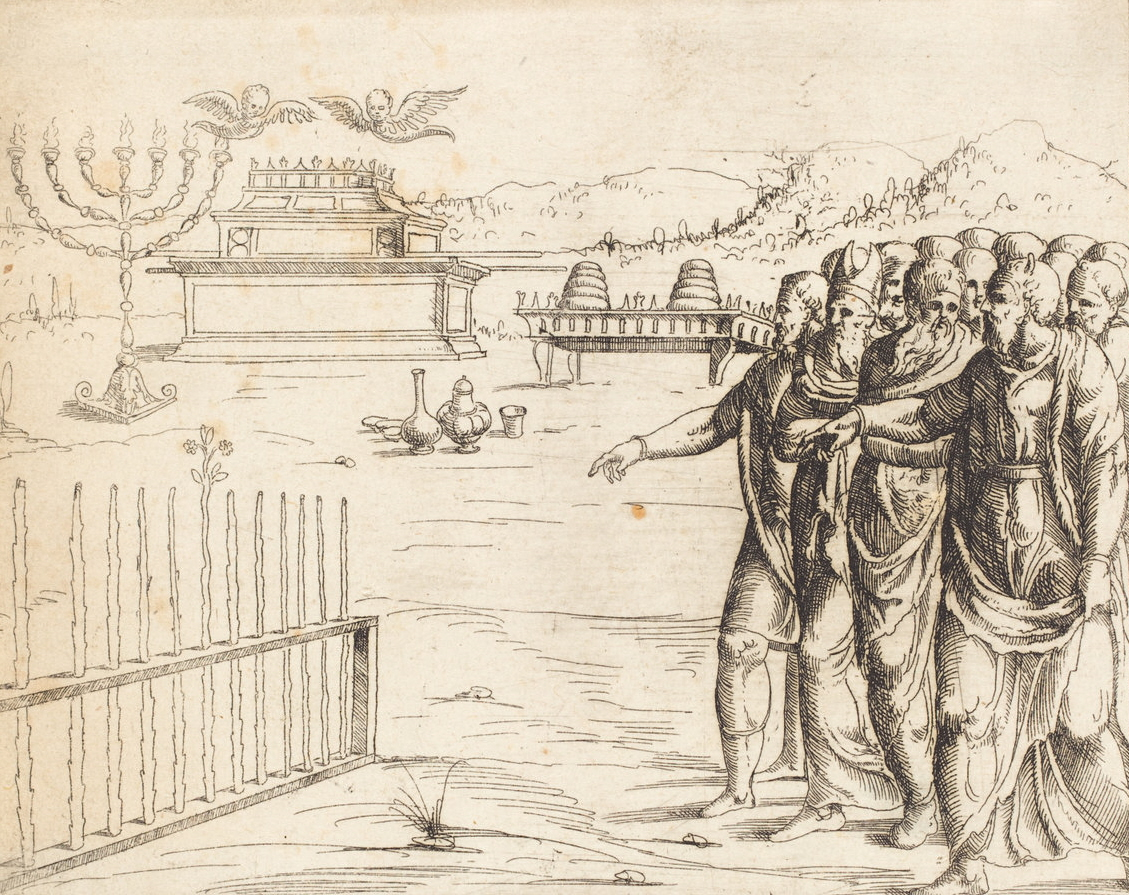
La fioritura del bastone di Aronne, inciso da Augustin Hirschvogel

- Nel capitolo 17 dei Numeri, la ribellione di Core contro la proclamazione di Mosè come sacerdote della tribù di Levi è stata repressa e la ribellione seguente dell'intera congregazione è terminata con la peste, placata solo dall'intervento di Mosè e Aronne. Per fermare le rimostranze degli Israeliti, Dio ordinò che ognuna delle Dodici Tribù desse un bastone, e solo quello della tribù scelto per diventare sacerdote sarebbe miracolosamente germogliato, di notte. Aronne fornì il suo bastone a nome della tribù di Levi e "aveva prodotto germogli, aveva fatto sbocciare fiori e maturato mandorle." (Numeri 17:8), come prova del diritto esclusivo al sacerdozio per la tribù di Levi. In ricordo di questa decisione era stato ordinato che il bastone fosse messo "davanti alla testimonianza" (Numeri 17:10). Secondo la tradizione, il bastone di Aronne produsse mandorle dolci da un lato e mandorle amare dall'altro; se gli Israeliti avessero seguito Dio, le mandorle dolci sarebbero state mature e commestibili, ma se avessero abbandonato il percorso con Dio, le mandorle amare avrebbero predominato. Un seguente libro della Bibbia sembra affermare che il bastone sia custodito nell'Arca dell'Alleanza. Il fatto principale, comunque, è perciò confermato: un bastone era conservato nel Tabernacolo, come reliquia dell'istituzione del sacerdozio di Aronne.